# Yvo Molenaers
Yvo Molenaers (Herderen, 25 febbraio 1934) è un ex ciclista su strada e dirigente sportivo belga.
Professionista dal 1956 al 1967, era uno specialista delle Classiche del pavé. Vinse il Tour de Luxembourg nel 1963. Anche suo fratello minore Roger Molenaers è stato un ciclista professionista, così come suo genero Valerio Piva.

## Carriera
Nel 1957, al suo secondo anno fra i professionisti, chiuse al quinto posto il Giro delle Fiandre e fu quarto nel Campionato belga.
Nel 1960 inanellò una serie di risultati in primavera: a marzo ottenne una vittoria di tappa alla Parigi-Nizza e il terzo posto nella Milano-Sanremo, ad aprile vinse la Anvers-Ougrée e terminò quinto la Parigi-Bruxelles, mentre a maggio chiuse al terzo posto la Milano-Mantova.
Nel 1962 vinse una tappa al Tour de Suisse e concluse sul gradino più basso del podio la Gand-Wevelgem, mentre l'anno dopo sarà ancora sul podio della Milano-Sanremo, secondo dietro Emile Daems.
Nel 1964 ottenne ancora una numerosa serie di piazzamenti nelle classiche del nord: secondo alla Gand-Wevelgem e alla Freccia del Brabante, terzo alla Omloop Het Volk e alla Parigi-Roubaix. In quella stagione fu anche secondo nella classifica generale della Quatre Jours de Dunkerque dietro Gilbert Desmet, terzo al Gran Premio di Francoforte e decimo alla Milano-Sanremo.

## Palmarès
- 1952 (dilettanti)

4ª tappa Ronde van Limburg
- 1953 (dilettanti)

Prix de Haillot
- 1958

Hoeilhaart-Diest-Hoeilhaart
Sint-Truiden-Heusden - Omloop 7 Mijnen
- 1959

Omloop der Vlaamse Gewesten - Circuit des Régions Flamandes
Prix de Tienen
- 1960

Anvers-Ougrée
1ª tappa Parigi-Nizza
- 1961

2ª tappa Tour de Suisse
- 1962

Omloop Mandel-Leie-Schelde - Meulebeke (Corsa dietro derny)
- 1963

Classifica generale Tour de Luxembourg
- 1966

Omloop Mandel-Leie-Schelde - Meulebeke (Corsa dietro derny)

### Altri successi
- 1956

Criterium di Gembloux
- 1958

Kermesse di Strijpen
- 1959

Criterium di Sint-Gillis-bij-Dendermonde
Criterium di Molenstede
Kermesse di Lommel
Kermesse di Houtem-Vilvoorde
Kermesse di Wavre
Kermesse di Tirlemont
- 1961

Kermesse di Grimde
- 1964

Criterium di Hoegaarden
Criterium di Beveren-Waas
Criterium di Nieuwerkerken
Kermesse di Hoegaarden
- 1966

Criterium di Nieuwerkerken

## Piazzamenti

### Grandi Giri
- Tour de France

1960: 64º
1963: ritirato
1964: ritirato
1965: 81º
1966: 81º
- Giro d'Italia

1959: ritirato
1960: ritirato
1961: 84º
1965: 42º

### Classiche monumento
- Milano-Sanremo

1958: 123º
1959: 26º
1960: 3º
1962: 2º
1964: 10º
1966: 103º
- Giro delle Fiandre

1957: 5º
1958: 9º
1960: 18º
1961: 18º
1962: 20º
- Parigi-Roubaix

1957: 17º
1958: 32º
1959: 27º
1960: 51º
1961: 27º
1962: 29º
1964: 3º
1966: 23º
- Liegi-Bastogne-Liegi

1961: 41º
1966: 24º